# Starkweather (banda)
Starkweather es una banda estadounidense de heavy metal de Filadelfia formada en 1989. Tienen un sonido de metal experimental complejo que a menudo incluye el uso de disonancia, cambios de tempo intrincados y sensibilidades de vanguardia. Starkweather ayudó a ser pionero en el sonido cruzado hardcore punk / heavy metal que más tarde se conocería como "metalcore", además de ser una gran influencia en el subgénero mathcore. Han influido en muchas de las bandas de hardcore/metal más vendidas de la actualidad, como Converge, The Dillinger Escape Plan, Mastodon y Coalesce, entre muchas otras. El nombre Starkweather proviene de Charles Starkweather, un asesino en serie de finales de la década de 1950.

## Biografía
Después de grabar una demostración en Why Me? Grabando (Turning Point, Edgewise, Brody), la banda rápidamente firmó con Harvcore Records y lanzó el LP Crossbearer en 1992. Starkweather causó impresión con una sucesión de lanzamientos de sencillos de 7 pulgadas. A estos les siguió su primer EP, Starkweather, para Inner Rage Records (1993); la reedición de Crossbearer, para Too Damn Hype (1994); su segundo trabajo de larga duración, Into the Wire, en Edison Recordings (1995); y Bitter Frost / Bee Stings and Posion Eggs de 1996 se separaron de Season to Risk a través de Supermodel Records.
Starkweather lanzó su tercer álbum, Croatoan, a finales de 2005. Fue producido por Pierre Remillard (principalmente conocido por producir las bandas canadienses de death metal Cryptopsy y Gorguts), y fue lanzado solo en vinilo a través de Hypertension Records. En ese año, la banda realizó su primera gira europea internacional, visitando Países Bajos, Alemania, Bélgica, Inglaterra y Francia. En 2006 se lanzó el CD de Croatoan en Candlelight Records. Croatoan presenta trabajos de sesión del bajista Liam Wilson (The Dillinger Escape Plan y Burnside) y el guitarrista Jim Winters (Believe, Earth Crisis, Turmoil y The Promise) y la portada fue realizada por el artista Paul Romano, quien también trabajó con Mastodon, The Red Chord, Trivium, Earth y Godflesh. Después de un período de inactividad, el cuarto LP de Starkweather, This Sheltering Night, fue lanzado en 2010, seguido de un LP compartido con la banda francesa Overmars en 2011. Ambas grabaciones fueron producidas por Alap Momin (Dälek). Después de esos lanzamientos, la banda tuvo algunos cambios en su formación, con el guitarrista fundador Todd Forkin y el baterista Harry Rosa dejando la banda. Las últimas grabaciones con Forkin y Rosa se lanzaron en 2018 como un LP dividido con la banda portuguesa Concealment.

## Estilo e influencias
Las canciones de Starkweather no siguen la estructura tradicional de verso-estribillo-verso. Las canciones tienden a tener un "flujo narrativo o cinematográfico", las composiciones tienden a enfatizar un desarrollo continuo de temas y motivos. Alex Henderson de Allmusic ha descrito su música como "disonante, irregular, angular y discordante, además de abrasiva, ruidosa, violenta, claustrofóbica y densa" y un "asalto sensorial extremo". La banda tiene un panel de influencias inusual y ecléctico; aprovechando los lados más experimentales y angulares de las esferas del hardcore y el metal, así como de otros géneros. Las principales influencias vocales del cantante Rennie Resmini son Sinéad O'Connor, Diamanda Galas, Björk, Michael Gira (Swans), Nick Cave (The Birthday Party), Rob 'The Baron' Miller (Amebix) y Jaz Coleman (Killing Joke), entre otros.. La banda ha reconocido que algunas de sus principales influencias musicales incluyen Voivod, Celtic Frost, Gorguts, Articles of Faith, Watchtower, Metallica, Atheist, Minor Threat, Confessor, Morbid Angel, Prong, Fates Warning y Iron Maiden; y también han mostrado aprecio por compositores de vanguardia como Xenakis y Penderecki.
Junto con bandas como Rorschach, Earth Crisis, Merauder e Integrity, a Starkweather a menudo se le atribuye el mérito de ser uno de los primeros pioneros del género metalcore; aunque los integrantes de la banda no se consideran una banda de metalcore y han mostrado descontento con el término. En una entrevista con Noisecreep, el guitarrista Todd Forkin comentó negativamente sobre el género y afirmó: "He escuchado en varias ocasiones la etiqueta de que nosotros, junto con un puñado de otras bandas, somos responsables del metalcore, pero para mí eso es como que te digan que eres responsable de propagar el cáncer. Simplemente rezas para que no sea verdad." Forkin continuó en la entrevista que no escucha "una visión directa de lo que hemos hecho" en las bandas modernas de metalcore.
En una reseña de This Sheltering Night de Starkweather, Cosmo Lee de Decibel escribió: "Si uno tuviera que asignar un contexto para Starkweather, sería a finales de los 80 y principios de los 90, donde bandas como Only Living Witness y Prong estaban destrozando metal". y hardcore, pero sin llegar a ser 'metalcore'. 'Metalcore' ahora implica lo peor de ambos mundos. Estamos hablando de lo mejor de ambos mundos." Los contemporáneos musicales de Starkweather incluyen un puñado de grupos de hardcore de la década de 1990 que fusionaban elementos disonantes y melódicos de una manera compleja y poco ortodoxa (Stigmata, Only Living Witness y Sam Black Church ); así como bandas como Rorschach, Deadguy, Bloodlet y Converge, que tocaron un estilo igualmente angular e inusual de hardcore metálico.

## Integrantes
Miembros actuales
- Rennie Resmini - voz (1989-presente)
- Vincent Rosa - bajo (2005-presente)
- Jim Winters - guitarra (2002-2005, 2014-presente)
- Drew Juergens-Soto - batería (2016-presente)
- Sean Jacobs - bajo (2014-presente)
- Bill Molchanow - guitarra (2016-presente)

Integrantes anteriores
- Todd Forkin - guitarra (1989-2014)
- Harry Rosa - batería (1990-2014)
- Michelle Eddison - bajo (1990-1999)
- Sean Roberts – guitarra (?)
- Dan McGinnis - guitarra (1990)
- Liam Wilson - bajo (2002-2005)
- Leonard Emerick - batería (1989-1990)

## Discografía
- Portador cruzado (LP) (1992) Harvcore Records
- Starkweather (EP de 7 pulgadas) (1993) Inner Rage Records, Francia
- CD recopilatorio de Philly Dust Krew (1993) Too Damn Hype Records
- Crossbearer (álbum de estudio, 1994) reedición de vinilo con bonus tracks en Too Damn Hype Records
- LP recopilatorio A Food Not Bombs Benefit (1994) Inchworm Records
- Into The Wire (álbum de estudio, 1995) Edison Records
- Bitter Frost/Bee Stings and Posion Eggs (dividido con Season to Risk, 1996)
- Definitivamente no es el CD recopilatorio Majors (1997) Bush League
- Croatoan (estudio, 2005) vinilo de Hypertension CD lanzado por Candlelight Records en 2006
- This Sheltering Night (estudio, 2010) CD LP lanzado por Deathwish Inc.
- LP "Split" de Starkweather & Overmars lanzado por Deathwish Inc.
- Starkweather / Ocultamiento dividido (2018, Translation Loss Records)